# Empresa emergente silenciosa
Una empresa emergente silenciosa es un tipo de empresa emergente que opera en silencio ante los extraños, evitando la atención del público. Esto puede hacerse para ocultar información a los competidores (que puede incluir acuerdos de confidencialidad) o como parte de una estrategia de mercadeo para gestionar la imagen pública y generar expectativas e interés de clientes potenciales. Una empresa emergente silenciosa normalmente solo opera en modo silencioso durante los primeros años.
El fenómeno es bien conocido en la comunidad del Capital riesgo. Dado que es posible que los inversionistas tengan que revelar la financiación de una empresa emergente silenciosa, los nombres se hacen públicos, pero a menudo sólo se conoce una descripción resumida general sobre la empresa.

## Modelo
Las empresas emergentes que operan en «modo silencioso» a menudo lo hacen para proteger ideas nuevas y propiedad intelectual: Si una  empresa emergente está trabajando en un producto revolucionario que sería fácil de replicar, operar como una empresa emergente silenciosa y no publicar los detalles del producto disminuye el riesgo de que el producto sea copiado por otras empresas, al igual que el hecho de que sus empleados firmen acuerdos de confidencialidad. Si bien este riesgo puede mitigarse mediante patentes, solicitar una patente es un proceso largo y costoso, que a menudo no es una opción viable para una empresa nueva.